# Nestor, o Cronista
Nestor, o Cronista ou Nestor, o Hagiógrafo (em antigo eslavo eclesiástico: Нестор Летописец; c. 1056 – c. 1114) foi um monge da Rússia de Kiev que é conhecido por suas obras hagiográficas A Vida do Venerável Teodósio de Kiev e Testemunha da Vida e Martírio dos Veneráveis Portadores da Paixão Bóris e Gleb.

## Biografia
De acordo com sua obra "A Vida do Venerável Teodósio de Kiev", sabe-se que foi tonsurado monge no Mosteiro de Kiev-Petchersk, em Kiev, e logo após elevado ao ofício de diácono. De acordo com Nestor, no mesmo mosteiro, ele compilou a vida dos santos Bóris e Gleb. Um dos únicos detalhes conhecidos de sua vida é que ele foi comissionado, junto com outros dois monges, a recuperar as relíquias do santo Teodósio de Kiev, missão que foi completada com sucesso.
Nestor morreu por volta do ano 1114 e foi enterrado nas cavernas em volta do mosteiro onde ficava. Foi canonizado pelo Santo Sínodo da Igreja Ortodoxa Russa em 1762.

## Suposta autoria da Primeira Crônica
De acordo com o paterik de 1661 do Mosteiro de Kiev-Petchersk, escritores do fim do século XVII começaram a afirmar que Nestor 'o Cronista' escreveu muitas das Crônicas da Rússia sobreviventes. No entanto, as Crônicas em questão foram escritas no séculos XII e XIII, anos após a morte de Nestor (c. 1114).
Outro motivo para a crença na autoria de Nestor era a presença da palavra нестера (em português, de/pertencente a Nestor) nas linhas iniciais do Codex de Khlebenikov (descoberto em 1809), o que fez leitores pensarem que se referia a Nestor, o Cronista. No entanto, de acordo com Ostrowski (1981), "a palavra foi adicionada no Codex de Khlebnikov, portanto não pode ser usada como evidência para o nome do escritor da Primeira Crônica". A palavra não é encontrada em nenhuma das cinco edições da crônica, portanto, é considerada uma interpolação inserida no texto por terceiros. Os conteúdos da Primeira Crônica e das obras confirmadas de Nestor contradizem-se frequentemente, por isso, acadêmicos modernos concluíram que Nestor não é o autor da obra.